# Селиванов, Сергей Исаевич
Сергей Исаевич Селиванов (1951—2023) — советский и российский баскетбольный тренер, заслуженный тренер РСФСР.

## Биография
Родился в Москве в семье работника внутренних дел и домохозяйки.
Свой баскетбольной путь начал в «Юном динамовце», а в 18 лет стал игроком дубля «Динамо».
После дубля «Динамо» решил посвятить себя студенческому баскетболу.
В 20-летнем возрасте, будучи студентом ГЦОЛИФК (нынешний РГУФК), Селиванов тренировался у Валерия Ивановича Фенина. После студенческой педпрактики в спортшколе «Тимирязевская» получил приглашение там работать. Последующая двухкратная победа подопечных С.И. Селиванова в Первенстве СССР подтвердила правильность выбора профессии.
Наставником молодого тренера был директор Тимирязевской Эдуард Мильнер. В дальнейшем, Селиванов работал с такими легендарными тренерами, как: Александр Зинин, Евгений Гомельский, Модестас Паулаускас, Станислав Еремин, Юрий Селихов, Сергей Елевич и Владимир Обухов.
«Это те люди, которые, не скупясь, делились тренерским мастерством, своими знаниями со мной»,- рассказывает Сергей Исаевич. 
Немногим позже, Селиванов начинает работу с молодежной сборной СССР, где выступал его воспитанник - МСМК Игорь Корнишин, а также великий центровой Арвидас Сабонис. Работа Сергея Селиванова на благо отечественного баскетбола не ограничилась тренерской деятельностью: именно он основал баскетбольной клуб «Спартак» (Москва), а также, вместе с Сергеем Елевичем, баскетбольный клуб «Химки».
Из многочисленных воспитанников Сергея Исаевича можно выделить: МС Сергея Попова, МСМК Игоря Корнишина, МС Андрея Васина, МС Константина Недосекина.
У Сергея Исаевича два сына: Олег Сергеевич работает директором СШОР №71 «Тимирязевская», Игорь Сергеевич - бизнесмен. Также есть внучка и четыре внука.
Достижения Сергея Селиванова: Двукратный победитель первенства СССР Неоднократный чемпион и призер первенств Европы с юношескими и юниорскими сборными СССР Призер первенства России Вице-чемпион России Финалист Кубка Европы Бронзовый призер Кубка европейских чемпионов В 1994 году был помощником А.Я. Гомельского в матче звезд НБА со сборной СССР, олимпийскими чемпионами 1988 года.
Скончался 29 апреля 2023 года в Москве. Прах захоронен в колумбарии нового Донского  кладбища.